# Le Pizou
Le Pizou är en kommun i departementet Dordogne i regionen Nouvelle-Aquitaine i sydvästra Frankrike. Kommunen ligger i kantonen Montpon-Ménestérol som tillhör arrondissementet Périgueux. År 2022 hade Le Pizou 1 416 invånare.

## Befolkningsutveckling
Antalet invånare i kommunen Le Pizou
Referens:INSEE